# Товтрівська стінка
То́втрівська сті́нка — ландшафтний заказник загальнодержавного значення в Україні. Розташований у селі Товтри Заставнівського району Чернівецької області. 
Площа 15,7 га. Статус надано 1994 року. Перебуває у віданні Товтрівської сільської ради. 
До природоохоронної території входить каньйоноподібна долина Товтрівського потоку з цінними різноманітними карстовими формами рельєфу в гіпсах і вапняках та рідкісною рослинністю кам'янистих степів. Трапляються рідкісні та ендемічні види рослин — ковила волосиста, чебрець подільський, мінуарція дністровська, а також лишиця дністровська, зіновать біла, тонконіг різнобарвний. 
Заповідне урочище «Товтрівська стінка» розташоване на правому боці мальовничої долини зі стрімкими кам'янистими схилами, що простягаються з південного сходу на північний захід уздовж східної околиці села. Довжина урочища — 1550 м, ширина — 50—100 м, висота стінки — 30—45 м. Упродовж стінки в місцях відслонення монолітів є декілька гротів завдовжки 5—10 м. По днищу стінки та долини вибиваються на поверхню численні карстові джерела. 
«Товтрівська стінка» — об'єкт демонстрації карстових процесів у декількох стадіях.